# Király Ferenc (labdarúgó)
Király Ferenc (Szombathely, 1952. június 20. – 2021. március 17.) magyar labdarúgó, középpályás. Fia Király Gábor, válogatott labdarúgó, kapus.

## Pályafutása
1970 januárjában a Szombathelyi Spartacusból került a Haladáshoz. A Haladás VSE csapatában mutatkozott az élvonalban 1970. augusztus 9-én a Pécsi Dózsa ellen, ahol csapata 4–1-re kikapott. 1970 és 1984 között volt a szombathelyi csapat játékosa. 1975-ben MNK döntős a csapattal, az 1976–77-es idényben legjobb vidéki csapatként, ötödik lett a bajnokságban a szombathelyi együttessel. Összesen 260 élvonalbeli bajnoki mérkőzésen szerepelt és 30 gólt szerzett. Utolsó élvonalbeli mérkőzésén a SZEOL AK ellen csapata 1–1-es döntetlen ért el.

## Sikerei, díjai
- Magyar bajnokság
  - 5.: 1976–77
- Magyar Népköztársasági Kupa (MNK)
  - döntős: 1975